# Adam Niedoba
Adam Niedoba (ur. 10 lipca 1906 w Nawsiu, zm. 14 sierpnia 1972 w Wiśle) – polski nauczyciel, działacz społeczny i kulturalny, regionalista. Był bratem Władysława Niedoby, słynnego zaolziańskiego „Jury spod Grónia”.

## Życiorys
Urodził się jako syn Ewy z domu Sikora i Pawła Niedoby, nawiejskiego gazdy. Po ukończeniu szkoły ludowej w rodzinnej wsi uczęszczał do szkoły wydziałowej w Cieszynie, a następnie do polskiego seminarium nauczycielskiego tamże, które ukończył w 1927. Pracę nauczycielską podjął w Skrzyszowie koło Wodzisławia. Z uwagi na swoje zainteresowania prowadził w szkole chór młodzieżowy i organizował amatorskie przedstawienia teatralne.
Zmobilizowany 30 sierpnia 1939 do Wojska Polskiego jako dowódca plutonu, został ranny w pierwszych dniach wojny i po pobycie w szpitalu w Krakowie wrócił do rodzinnego Nawsia, gdzie w grudniu tego samego roku wstąpił w związek małżeński z Janiną Studzińską, również nauczycielką. W kwietniu 1940 został aresztowany przez gestapo i uwięziony w obozie koncentracyjnym w Dachau. Zwolniony stamtąd z uwagi na chorobę i ogólne wycieńczenie powrócił do Nawsia, skąd udało mu się zbiec przed kolejnym aresztowaniem. Do końca wojny ukrywał się w Krakowie.
W 1945 wrócił na Śląsk Cieszyński, po czym osiadł w Wiśle, gdzie rozpoczął organizować szkołę podstawową w Głębcach oraz podobną placówkę w osiedlu na Małym Stożku (była to wówczas najwyżej położona szkoła w polskich Beskidach). W szkole w Głębcach, którą później kierował, dbał o wychowanie fizyczne młodzieży oraz o jej wszechstronny rozwój kulturalny. Zorganizował w szkole amatorski zespół teatralny, a w 1950 założył zespół regionalny „Wisła”, którym kierował przez następne 20 lat. Opracowywał dla niego programy, pisał teksty, komponował muzykę, układał choreografię. Tworzył widowiska artystyczne, m.in. Fojtów Michoł, Złamana granica, Raubczyk, Razem, zespołem, gromadą. Z końcem lat 60. skomponował dla zespołu wzruszającą pieśń pt. „Szumi jawor”, do której słowa napisał jego syn Andrzej. Stała się ona wkrótce niepisanym hymnem wszystkich górali śląskich. Współpracował z chórem kościelnym parafii ewangelicko-augsburskiej w Wiśle.
Ze względu na zły stan zdrowia w 1971 Adam Niedoba zakończył pracę z zespołem. Pochowany jest na cmentarzu ewangelickim „Na Groniczku” w Wiśle.